# Saint-Dionizy
Saint-Dionizy – miejscowość i gmina we Francji, w regionie Oksytania, w departamencie Gard.
Według danych na rok 1990 gminę zamieszkiwało 401 osób, a gęstość zaludnienia wynosiła 117 osób/km² (wśród 1545 gmin Langwedocji-Roussillon Saint-Dionizy plasuje się na 563. miejscu pod względem liczby ludności, natomiast pod względem powierzchni na miejscu 1073.).